# Benedek Mihály (püspök)
Benedek Mihály (Nagydorog, 1748. október 7. – Debrecen, 1821. április 23.) református lelkész, a Tiszántúli református egyházkerület püspöke 1806-tól haláláig.

## Élete
Benedek András és Látos Erzsébet fia volt. Gimnáziumi tanulmányait Modorban kezdte s a teológiát Debrecenben végezte; a latin, német, szlovák, görög és héber nyelven kivül az arab, francia és cigány nyelvet is megtanulta. Három évet a svájci, holland, angol és német (bázeli, utrechti, franekeri, oxfordi, hágai s göttingeni) egyetemeken töltött; hazajövén 1777-ben debreceni lelkész lett, 1791-ben egyházkerületi al-, majd (1798.) főjegyző; 1806-ban püspökké választatott. Temetésén Péczeli József, Csató Gergely és Nagy István lelkészek tartottak fölötte gyászbeszédet.

## Munkái
Mint főjegyző a tanügyre vonatkozólag számos jegyzőkönyvet sat. szerkesztett; a tanítás módszerének javításában, iskolai törvények hozásában, a kisebb és nagyobb tanulók kézikönyveinek készítésében vagy készíttetésében befolyt. Az egyházkerület megbizásából ő készíté azt a népiskolai vallás-tankönyvet, mely a tiszántúli kerületben ma is használatos; szintén ő szerkesztette a magyarországi négy egyházkerület megbizásából a maig is használatban levő énekkönyvet s irt ahhoz előszót s könyörgéseket, javított vagy teljesen átdolgozott több éneket. Domokos Lajos Deductio regiminis ecclesiastici in Hungaria cz. munkája is az ő segítségével készült. A Mondolatot is az ő unszolására irta Szentgyörgyi József, melyet aztán Somogyi adott ki 1813-ban. Önállóan megjelent munkái:
- Különös isteni gondviselés. Pest, 1789. (Halotti beszéd.)
- Magyar grammatika Archiválva 2020. október 25-i dátummal a Wayback Machine-ben. Bécs, 1795. (A hires debreceni grammatika, melyet többek közreműködésével ő szerkesztett.)
- A tanítók kötelességei. Debreczen, 1795.
- Utmutatás a ker. vallás előadására. Uo. 1804–1808.
- Közönséges isteni tiszteletre rendelt énekes könyv. Uo. 1806.
- Az egyházi tisztviselők szükséges voltáról. Szeged. 1809. (Egyházi beszéd.)
- Rövid beszéd Báthori Gábor püspökké szenteltetésekor. Pest. 1815.